# 2020年法國超級盃
2020年法國超級盃為第25屆的法國超級盃。由2019年至2020年法國足球甲級聯賽冠軍及2019–20年法國盃冠軍即為巴黎聖日耳門及馬賽（由於巴黎聖日耳門均為2019–20年法國盃冠軍，故席位由2019年至2020年法國足球甲級聯賽亞軍馬賽補上）角逐。巴黎聖日耳門在比賽中以2-1獲勝，第十次奪得法國超級盃。

### 2019冠状病毒病疫情的影響
因受到2019冠狀病毒病法國疫情的影響，比賽延期至2021年1月舉行。

## 比賽

### 摘要
| 2021年1月13日 21:00CET |

| 巴黎聖日耳門                | 2-1  | 馬賽       |
| --------------------------- | ---- | ---------- |
| - 伊卡迪 39' - 尼馬 85'（） | 報告 | - 皮耶 89' |

| 博拉尔特-德勒利球场, 朗斯 觀眾人數：0 ：Ruddy Buquet |

| 比賽最佳球員: 伊卡迪 | 比賽規則: - 比賽時間為90 分鐘。 - 如果戰果為打平則會互射十二碼 , 不會有加时赛。 |